# Francesco Daddi
Francesco Daddi (Nàpols, 1864 – Chicago, 22 d'octubre de 1945) fou un tenor italià. Al final de la seva carrera d'intèrpret va fer també papers de baix operístic.

## Biografia
Va estudiar cant i piano, dedicant-se després a la carrera de cantant d'òpera.
Va fer el seu debut al Teatro dal Verme de Milà en 1891 i l'any següent va estrenar el paper de Beppe de l'òpera Pagliaci de Ruggero Leoncavallo, en el mateix teatre al qual havia fet el seu debut.
Va actuar al Gran Teatre del Liceu la temporada 1893-1894, cantant en l'òpera Guillaume Tell de Gioachino Rossini justament el dia que l'anarquista Santiago Salvador va llençar dues bombes orsini a platea, el 7 de novembre de 1893. Com a conseqüència d'aquell atemptat van morir una vintena de persones, entre ells la germana d'un altre dels cantants d'aquella nit, la soprano Virginia Damerini.
L'any 1900 es va traslladar a viure a Londres per cantar al Royal Opera House Covent Garden, on va actuar al llarg de tota la temporada d'òpera.
La seva carrera es va consolidar en papers de comprimari, però malgrat això va arribar a cantar als Estats Units, on va actuar l'any 1907 al teatre Manhattan Opera House, el segon teatre d'òperes de Nova York. Va cantar en rols de tenor de personatges no protagonistes al llarg de diversos anys, al costat de cantants d'anomenada com ara Enrico Caruso, Marcella Sembrich, Louise Homer, Marcel Journet i Antonio Scotti. Es va traslladar després a Chicago on al llarg d'una dècada va interpretar rols de baix còmic, fins al 1920, quan es va retirar dels escenaris per dedicar-se a l'ensenyament del cant a Chicago i Nova York.
Va realitzar nombrosos enregistraments fonogràfics per al segell Columbia Records, especialment en la primera dècada del segle xx.
Va morir a la institució Chicago Home for Incurables el dia 22 d'octubre de 1945.